# Maurice van Beek

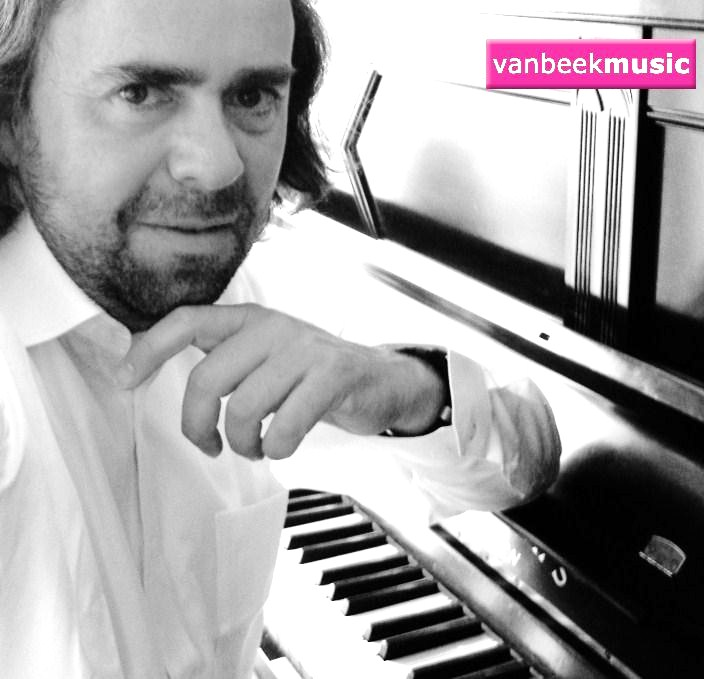
Maurice van Beek

Maurice van Beek (* 28. Juni 1967 in Bonn als Manfred van Beek) ist ein deutscher Musikproduzent, Songwriter und Textdichter.

## Leben
Als Musikproduzent, Komponist und Textdichter war van Beek für Roland Kaiser, Andrea Jürgens, Olaf Henning, Bata Illic, Ireen Sheer, Géraldine Olivier, Colör, Thorsten Kremer und andere Künstler der deutschen Unterhaltungsmusik tätig. Mit Robert Jung, Wolfgang Hofer, Bernd Meinunger, Tobias Reitz u. a. komponierte er verschiedene Werke im Bereich der Unterhaltungsmusik. Als freier Produzent arbeitet er unter anderem für Jack White, Hans R. Beierlein, Montana-Media, Sony-BMG, WhiteRecords, Universal, Kochmusic oder TELAMO.
Er komponierte den Instrumentaltitel ONEten für die Welt-Premiere des Toyota-Formel-1-Rennwagens und entdeckte als Talentscout die Deutsche Stimme 2003.
Von 2004 bis 2007 produzierte van Beek Bata Illic. Im Februar 2006 schrieb und produzierte er das Comeback-Album der Schweizerin Géraldine Olivier Liebe erleben. Mit Textdichter Wolfgang Hofer schuf er ein Pop-Schlageralbum für Olivier. Im Januar 2008 schrieb und produzierte Maurice van Beek das Studioalbum Herzgeschichten von Bata Illic. Von 2014 bis Juli 2016 war er Produzent und Manager Andrea Jürgens. Mit Oliver Haidt hatte er in Österreich 2015 einen Nr.-1-Hit.
Maurice van Beek ist Autor und Produzent des Hörbuches Ruhrpottkind von Andrea Jürgens.

## Werke (Auszug)
- Vergiss mich nie (Andrea Jürgens)
- Deja Vu (Andrea Jürgens)
- Die Liebe des Lebens (Oliver Haidt)
- Millionen von Sternen (Andrea Jürgens)
- Ich hab dir jedes Wort geglaubt (Roland Kaiser)
- Du hast mich belogen (Andrea Jürgens)
- Im Zweifel für den Angeklagten (Olaf Henning)
- Was im Herzen ist (Bata Illic)
- Vielleicht im nächsten Leben (Bata Illic)
- Weil du mein Glücksfall bist (Bata Illic)
- Manchmal wär ich gern nochmal klein (Bata Illic)
- Sein schönstes Lied (Bata Illic)
- Der Alte und sein Weinberg (Bata Illic)
- La belle Epoque (Bata Illic)
- Mit jedem Herzschlag (Bata Illic)
- Da war ein Engel (Bata Illic)
- Lied der Heimat (Bata Illic)
- Mir gehts wieder richtig gut (Ireen Sheer)
- Ich hab geträumt von dir (Thorsten Kremer)
- Selbst ein Clown hat seine Tränen (Thorsten Kremer)
- Grosse Gefühle (Geraldine Olivier)
- Ich träum dich jede Nacht zu mir (Geraldine Olivier)
- Hätt ich dich (Geraldine Olivier)
- Vielleicht liegt es nur daran (Geraldine Olivier)
- Ich vermisse die Sehnsucht (Geraldine Olivier)
- Du hast mein Leben nicht verändert (Geraldine Olivier)
- Nur die Hoffnung stirbt zuletzt (Geraldine Olivier)
- Die starken Frauen (Geraldine Olivier)
- Boom-Bang mein Herz ist in Gefahr (Geraldine Olivier)
- Links Un Rääts Vum Rhing (Colör)